# Margit Mössmer

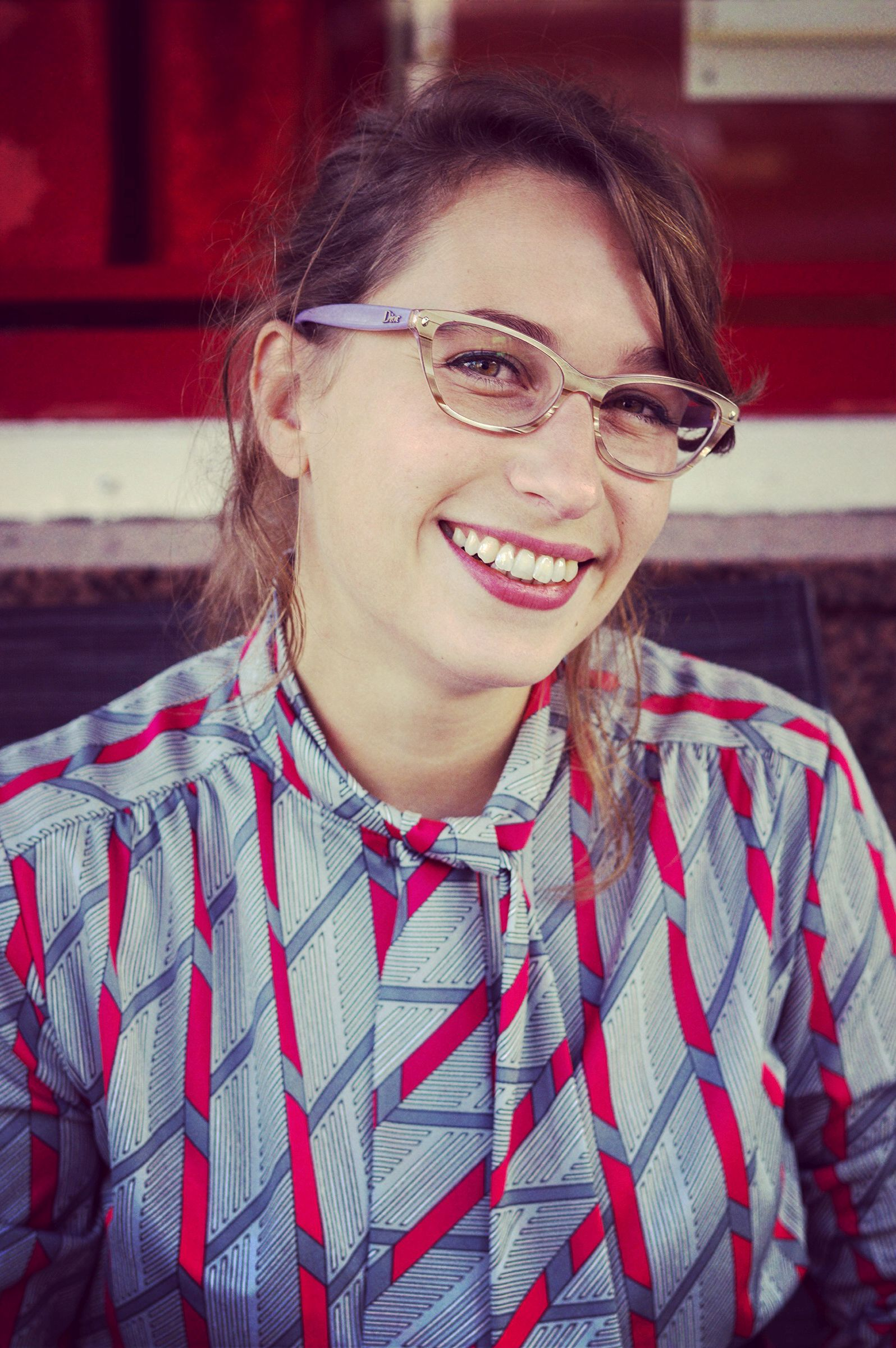
Margit Mössmer, 2014

Margit Mössmer (* 1982 in Hollabrunn, Niederösterreich) ist eine österreichische Autorin.

## Leben
Margit Mössmer studierte Theater-, Film- und Medienwissenschaft sowie Hispanistik in Wien. Sie war Redakteurin und Ressortleiterin beim Freien Magazin FM5. Ab 2007 arbeitete sie im quartier21 im MuseumsQuartier Wien, wo sie für Kommunikation und Vermittlung zuständig war.
Sie ist mit dem Schriftsteller Tonio Schachinger verheiratet.

## Werk
Nach zahlreichen literarischen und journalistischen Veröffentlichungen in diversen Magazinen wie EIKON, corpus, VICE, schau Kunstmagazin oder betonblumen erschien im Frühjahr 2015 Margit Mössmers Debütroman Die Sprachlosigkeit der Fische. Teile davon wurden bereits 2010 beim Literaturwettbewerb WÖRTER.See des österreichischen Radiosenders Ö1 prämiert und auf Ö1 gesendet (gesprochen von Burgschauspielerin Dorothee Hartinger, Regie: Nikolaus Scholz). Im Zentrum der lose zusammenhängenden Episoden steht die Protagonistin Gerda, die sich durch Zeit und Raum bewegt. So arbeitet sie einmal etwa als Au-pair-Mädchen in London, während sie in einem anderen Text ihren Lebensabend in Ecuador verbringt. Sie wird ebenso als Bürgermeisterin einer sizilianischen Stadt gezeigt wie als Geliebte eines Toreros in Madrid. Irmi Wutscher bezeichnete den Roman in einem Beitrag im österreichischen Radiosender FM4 als „magischer Realismus made in Austria“.
Im Sommer 2015 erreichte der Roman die zweite Auflage, darin wurde ein zusätzlicher Text aufgenommen. Mittlerweile ist das Buch in dritter, erweiterter Auflage erhältlich. Margit Mössmer wurde gemeinsam mit vier weiteren deutschsprachigen Autorinnen für den Franz-Tumler-Literaturpreis nominiert, der im September verliehen wurde.
2020 war Margit Mössmer Stipendiatin im Bundesländeratelier für LiteratInnen in Paliano bei Rom und Stipendiatin im Prager Literaturhaus.

## Auszeichnungen
- Ö1 Literaturwettbewerb Wörter.See 2010[8]
- Startstipendium für Literatur 2016, verliehen vom Bundeskanzleramt Österreich
- Hans Weigel Literaturstipendium 2016[9]
- Niederösterreichischer Kulturpreis 2024: Anerkennungspreis für Literatur[10]

## Werke (Auswahl)
- Das Geheimnis meines Erfolgs. Roman. Leykam, 2023, ISBN 978-3-7011-8268-8.
- Palmherzen. Roman. Edition Atelier, 2019, ISBN 978-3-99065-004-2.
- Die Sprachlosigkeit der Fische. Roman. Edition Atelier, 2015, ISBN 978-3-903005-05-1.
- Run away or die trying. Die Verfolgungsjagd im Film. VDM Verlag, 2010, ISBN 978-3-639-22726-0.